# Dainora Alšauskaitė
Dainora Alšauskaitė (* 22. November 1977 in Zarasai) ist eine ehemalige litauische Orientierungsläuferin.
In ihrer kurzen internationalen Karriere gewann Alšauskaitė bei den Europameisterschaften 2004 im dänischen Roskilde die Silbermedaille auf der Mitteldistanz hinter der norwegischen Läuferin Hanne Staff. Sie startete danach noch bei den Weltmeisterschaften in Västerås und belegte dort den 13. Platz im Sprint während sie sich nicht für das Mitteldistanzfinale qualifizieren konnte. 
Die Lehrerin lebte während ihrer Karriere im schwedischen Enskede. Sie startete unter anderem für die Klubs OK Ravinen und Södertälje Nykvarn Orienter.

## Platzierungen
| Weltmeisterschaften | Sprint | Mittel | Lang | Staffel |
| ------------------- | ------ | ------ | ---- | ------- |
| 2004 Västerås       | 13.    | nq     |      | 12.     |

| Europameisterschaften | Sprint | Mittel | Lang | Staffel |
| --------------------- | ------ | ------ | ---- | ------- |
| 2004 Roskilde         | 9.     | 2.     | 17.  |         |

| Gesamt-Weltcup | Gesamt-Weltcup |
| -------------- | -------------- |
| 2000           | 126.           |
| 2004           | 24.            |